# Thierry Gadou
Thierry Gadou (Vieux-Boucau-les-Bains, 13 gennaio 1969) è un ex cestista francese.

## Carriera
Con la Francia ha disputato i Giochi olimpici di Sydney 2000 e quattro edizioni dei Campionati europei (1993, 1995, 1997, 1999).

## Palmarès
- Campionato francese: 4

Pau-Orthez: 1991-92, 1995-96, 1997-98, 1998-99